# Jungka Gajah
Jungka Gajah is een bestuurslaag in het regentschap Aceh Timur van de provincie Atjeh, Indonesië. Jungka Gajah telt 221 inwoners (volkstelling 2010).